# 健康路 (臺南市)
健康路為台灣台南市的東西向主要道路之一，東起27林森路，西邊末端接漁光橋進入安平區漁光里，全長約3.15公里，共分三段，臺南市道路編號26。

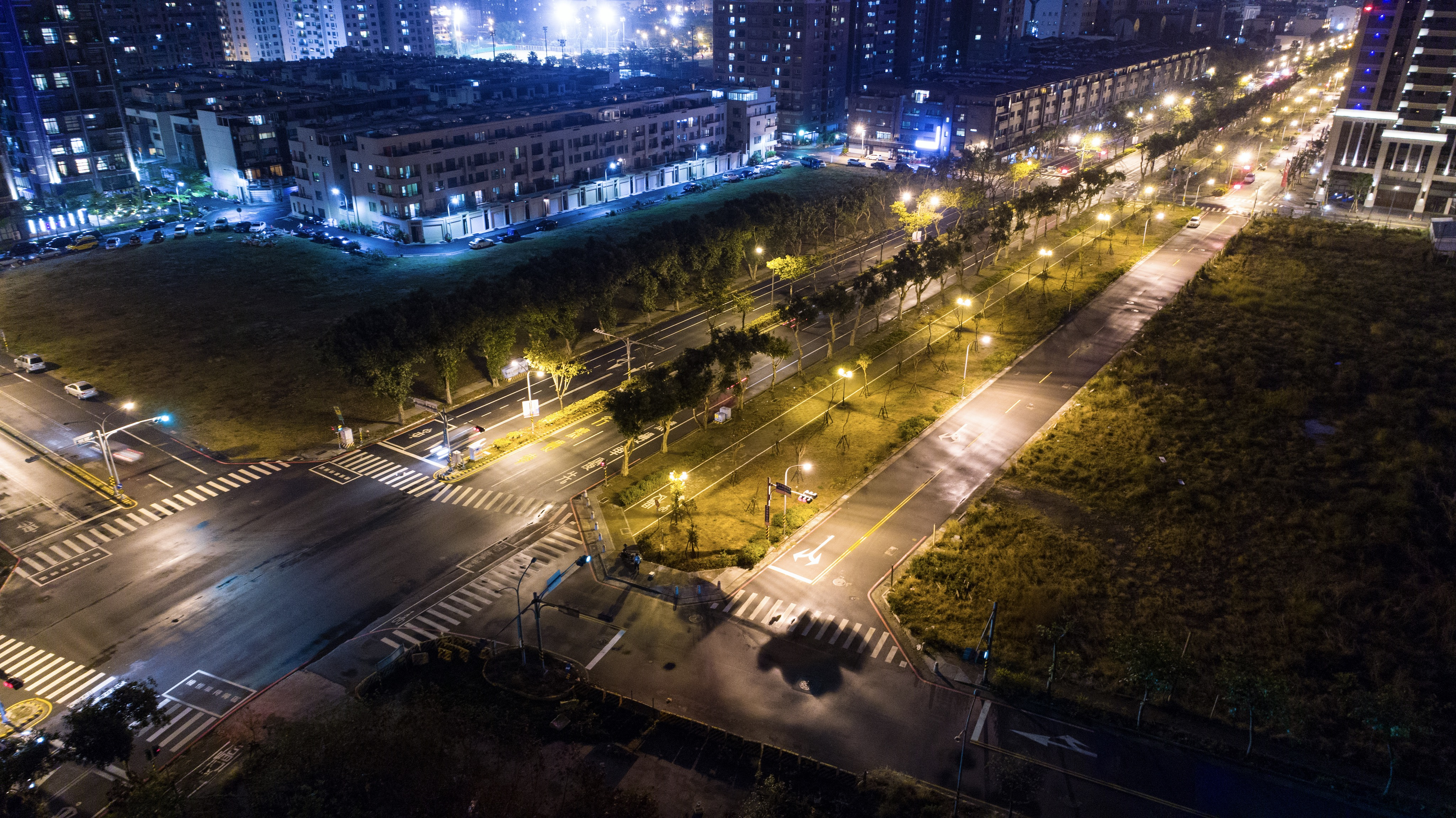
健康路三段

健康路途中經過台南市立棒球場、家齊高中、台南高商、台南地方法院等重要設施。

## 行經行政區域
- 中西區
- 南區
- 安平區
- 健康路一段以北為中西區，以南為南區

## 分段
- 健康路一段：大同路－西門路
- 健康路二段：西門路－建平路
- 健康路三段：建平路－光州路，末端接漁光橋進入安平區漁光里後接漁光路

## 沿途設施
- 一段：
  - 竹溪水岸園區
  - 臺南市忠烈祠
  - 台南市公共自行車-YouBike2.0忠烈祠
  - 台南市立棒球場
  - 五妃廟
  - 國立臺南高級商業職業學校
  - 國立臺南家齊高級中等學校
  - 全聯福利中心台南健康店
  - 小北百貨台南健康店
- 二段：
  - 西門健康立體停車場
  - 台南市公共自行車-YouBike2.0西門健康停車場
  - 永豐銀行台南分行
  - 臺南市政府警察局第六分局金華派出所
  - 中國信託商業銀行南台南分行
  - 陽信銀行健康分行
  - 合作金庫銀行府城分行
- 三段：
  - 健康綠洲公園
  - 安平水資源回收中心
  - 台南市公共自行車-YouBike2.0安平水資源回收中心
  - 臺灣台南地方法院
  - 臺灣台南地方檢察署
  - 台南市公共自行車-YouBike2.0健康國平西
  - 全聯福利中心安平健康店
  - 安平亞果遊艇碼頭
  - 漁光大橋
  - 漁光島
  - 台南市公共自行車-YouBike2.0漁光島

## 交通改革
2024年8月24日起，健康路（大同路至中華西路）開放機車行駛內側車道及不強制兩段式左轉，但保留機車待轉區，提供機車騎士更寬廣的行車空間。

## 本路段客運
- 市區公車[1]

| 編號 | 路線                                                            | 本路段公車站                                |
| ---- | --------------------------------------------------------------- | ------------------------------------------- |
| 0左  | 台南車站－台南車站（逆時針循環線）                              | 健康西門路口－竹溪寺（健康路）              |
| 0右  | 台南車站－台南車站（順時針循環線）                              | 竹溪寺（健康路）－健康西門路口              |
| 2    | 崑山科技大學－安平／三鯤鯓／四草                                | 台南高商－家齊高中（去程） 家齊高中（返程） |
| 5    | 和順轉運站－市立醫院／大甲里                                    | 家齊高中－竹溪寺（健康路）                  |
| 14   | 台南車站－慈濟高中                                              | 健康新路口－安平水資源環教中心              |
| 15   | 臺南市立圖書館－大成路口                                        | 台南高商－健康西門路口                      |
| 32   | 原住民文化會館－高鐵台南站                                      | 健康新路口－文南綠洲公園                    |
| 70左 | 永華市政中心（府前路）－永華市政中心（府前路） （逆時針循環線） | 健康金華路口－竹溪寺（健康路）              |
| 70右 | 永華市政中心（府前路）－永華市政中心（府前路） （順時針循環線） | 竹溪寺（健康路）－健康金華路口              |

- 高雄市公車[2]

| 編號  | 路線                                       | 本路段公車站                           |
| ----- | ------------------------------------------ | -------------------------------------- |
| 239   | 茄萣站－台南火車站                         | 竹溪寺（健康路）－體育公園（臺南大學） |
| 8046A | 臺南火車站（北站）→文藻外語大學→高鐵左營站 | 體育公園（臺南大學）→竹溪寺（健康路）  |
| 8046B | 高鐵左營站－台南火車站                     | 竹溪寺（健康路）－體育公園（臺南大學） |